# Arthur H. Robinson
Arthur Howard Robinson (Montréal, 5 gennaio 1915 – Madison, 19 ottobre 2004) è stato un geografo e cartografo canadese attivo negli Stati Uniti.
Ha lavorato e fatto ricerca presso l'Università del Wisconsin-Madison.
È conosciuto per aver creato la proiezione cartografica che porta il suo nome.